# ایمان
ایمان  یعنی اعتماد یا باور عمیق به یک شخص، چیز یا مفهوم. در زمینهٔ دینی، ایمان به‌معنای باور به خدا یا آموزه‌های دین است، حتی اگر برای آن شواهد علمی یا ملموسی وجود نداشته باشد.
در ادیان مختلف، ایمان نقش‌های متفاوتی دارد:
در اسلام
ایمان به معنای باور به خدا، فرشتگان، کتاب‌ها، پیامبران، آخرت و تقدیر الهی است. ایمان باید همراه با عمل صالح باشد. قرآن می‌گوید که ایمان با یاد خدا تقویت می‌شود.
در نظر اسلام خدا، روح و عالم غیب اساس توحید و فلسفه اسلامی بشمار می‌رود، بنابراین ایمان به این حقایق برای مسلمانان اساسی و اصولی است و کسی که به این اصول ایمان نداشته باشد نمی‌تواند ایدئولوژی و مکتب اسلام را بپذیرد. در آیاتی هم در قرآن آمده (أن ألذین أمنؤ) یعنی:ای کسانی که ایمان آورده‌اید که به کسانی که به خدای یکتا (خدای مسلمانان) ایمان آورده‌اند اشاره دارد. برای رسیدن به این حقایق راه‌های مختلفی وجود دارد، عده‌ای سعی می‌کنند از راه منطق، فلسفه، علم، تجربه و از راه‌های مختلف دیگر به این حقایق برسند.
در بحارالانوار در یک حدیث از پیشوای نهم شیعیان محمد تقی آمده است : بنده ای حقیقت ایمان را نمی یابد مگر آن كه دین و احكام الهی را در همه جهات بر تمایلات و هواهای نفسانی خود مقدّم دارد.
در یهودیت
ایمان (با واژهٔ عبری «امونا») بیشتر به معنای اعتماد و وفاداری به عهد خدا با قوم یهود است، نه باور بدون دلیل. تمرکز یهودیت بیشتر بر عمل، شناخت و تجربه است تا ایمان صرف.
در نهایت، نگاه‌ها به ایمان متفاوت‌اند: برخی آن را با عقلانیت و شواهد همراه می‌دانند و برخی آن را احساسی درونی و مبتنی بر اعتماد یا رابطه می‌دانند. در هر صورت، ایمان در بیشتر ادیان عنصری کلیدی برای پیوند انسان با امر متعالی است.
در مسیحیت
ایمان یعنی باور به خدا و عیسی مسیح، و این باور باید همراه با شناخت، اعتماد، و رشد در مسیر الهی باشد. برخی ایمان را نوعی یقین بر اساس شواهد می‌دانند، نه باوری کورکورانه. شخصیت‌هایی مانند توماس آکویناس و اندیشمندان معاصر، ایمان را ترکیبی از عقل، تجربه و دل‌سپردگی می‌دانند.
ترجمه کلمه ایمان در عهد جدید برگرفته از کلمه یونانی πίστις است که همچنین می‌توان آن را اعتقاد یا اعتماد نیز ترجمه کرد. در مسیحیت دیدگاه‌های مختلفی راجع به ماهیت ایمان وجود دارد. برخی ایمان را به عنوان اثبات‌کننده و دلیلی برای متقاعد شدن دربارهٔ درست بودن چیزی می‌دانند. در این دیدگاه، شخص زمانی درستی چیزی را قبول می‌کند که همراه با شواهد کافی ارائه شده باشد. الهی‌دان گرگ بوید برعکس این استدلال معتقد است که ایمان شامل تردید و شک می‌باشد.
دیدگاه‌های مختلفی راجع به پیامدهای ایمان موجود است. برخی معتقدند ایمان حقیقی منجر به انجام اعمال نیک می‌شود، در حالی که دیگران معتقدند چون ایمان به عیسی مسیح زندگی جاودان به ارمغان میاورد، لزوماً باعث اعمال نیک نمی‌شود.
صرف نظر از اینکه عقیده یک مسیحی به کدام رویکرد اعتقادی نزدیک تر است، همه در اینکه ایمان مسیحی بر پایه آرمان‌ها و تعالیم زندگی عیسی مسیح استوار است، هم نظر هستند. فرد مسیحی رازها و برکات و فیض خدا را می‌بیند، و به جستجوی دانستن و اطاعت از خدا روی می‌آورد. برای یک مسیحی، ایمان راکد و بی حرکت نیست، بلکه باعث یادگیری بیشتر او دربارهٔ خدا و رشد معنوی او می‌شود. خدا خاستگاه و مبدأ ایمان مسیحی است.
در مسیحیت، ایمان باعث تغییر می‌شود بطوریکه به جستجوی درک بزرگتری از خدا می‌انجامد. ایمان، فیدیسم یا اطاعت ساده از مجموعه ای از قوانین و احکام نیست. قبل از اینکه یک مسیحی ایمان داشته باشد، باید بداند به چه کسی و به چه چیزی ایمان دارد. بدون درک این مطلب، ایمان حقیقی امکان‌پذیر نیست؛ و این مفهوم در بنیان اجتماعات ایمان داران، کتاب مقدس،سنت‌ها و تجربه‌های شخصی فرد باایمان ریشه دوانده است. در ترجمه‌های انگلیسی عهد جدید، کلمه ایمان به‌طور کلی به اسم یونانی πίστις (پیستیس) یا فعل یونانی πιστεύω (پیستئو) به معنای اعتماد داشتن، اطمینان داشتن، مورد اطمینان بودن و خاطر جمع بودن اشاره دارد.
در بودیسم
ایمان به بودا، آموزه‌های او (دارما) و جامعهٔ روحانی (سانگا) است. اما بودیسم تأکید دارد که ایمان تنها شروع راه است و در نهایت باید با درک و تجربه شخصی جایگزین شود. در شاخه‌هایی مانند مهایانه، ایمان نقش پررنگ‌تری یافته و گاهی به‌تنهایی کافی شمرده شده است.
در هندوئیسم
مفهوم «بهاکتی» به معنای عشق و وفاداری به خدا، شکل اصلی ایمان است. این عشق می‌تواند مسیر معنوی انسان را به رهایی (موکشا) هدایت کند.

## مراحل ایمان
جیمز فولر مراحلی را در پرورش ایمان (یا رشد معنویات) نام می‌برد که در طول زندگی انسان رخ می‌دهد. این مراحل خیلی نزدیک است به کارهای پیاژه، اریکسون و کلبرگ در خصوص رشد روانی در کودک و بزرگسال. فولر ایمان را به صورت فعالیت اعتماد، متعهد شدن، و دنیا را بر اساس یک سری پیش‌فرض‌هایی که شخص را به دیگران ارتباط می‌دهد تعریف می‌کند.
مراحل ایمان:
1. حسی و فراافکنی: در این مرحله فرد بسیار تأثیرپذیر است و ایمان از طریق داستان‌ها و مناسک است (مانند پیش دبستانی).
2. اسطوره‌ای - ادبیاتی: مرحله‌ای که در آن اطلاعات عرضه‌شده قبول می‌شود تا در اجتماع شخص پذیرفته شود.
3. ساختگی و قراردادی: در این مرحله ایمان در سیستم عقیدتی جا می‌افتد و شخصیت پروری جای خود را به قبول زمامداری شخص یا گروهی می‌دهد که فرد به آن ایمان بسته است.

تفاوت ایمان اسلامی با ایمان مسیحی
تعریف‌های گروه‌های یاد شده از ایمان نشان می‌دهد که در نظر آنان ایمان اسلامی «دست‌آوردی انسانی» است که برای شخص مؤمن حاصل می‌شود. در فطرت، یا عقل، یا توانایی‌های انسان این سرمایه برحسب آفرینش وجود دارد که خداوند و پیامبران و کتاب‌های او را بشناسد و به آن‌ها ایمان آورد و با ایمان زندگی کند. ایمان در این مفهوم ایمان به یک «راز» نیست. ظاهراً از این جهت تفاوت اساسی میان ایمان اسلامی و ایمان مسیحی وجود دارد. ایمان مسیحی ایمان به یک «راز» است. در مسیحیت، هم وحی یک حقیقت مافوق طبیعی است و هم ایمان؛ و این دو حقیقت مافوق طبیعی، قلمرو آشکار شدن رازگونهٔ خداوند برای انسان از طریق عیسی مسیح است.